# خواكين ريا
خواكين ريا (بالإسبانية: Joaquín Rea)‏، جنرال عسكري مكسيكي، قاد ريا حرب العصابات لمحاربة القوات الأمريكية وقوافلها عن طريق فيراكروز وبويبلا في شهر مايو سنة 1847م ، توفي سنة 1850م.